# 麥兜菠蘿油王子
《麥兜菠蘿油王子》（英語：McDull, Prince de la Bun）是一部於2004年上映的香港動畫電影，由袁建滔擔任執導，以及由劉德華、吳君如等擔任配音。

## 故事概要
為了將來生活打算的麥太，努力替麥兜在面臨市區重建清拆的春田花花幼稚園報讀很多興趣班、找來醫生審視老毛病、自創一些感人至深的小故事，以及在某處觀望長生的居所。就在那處，麥太向麥兜說了一個菠蘿油王子的故事，還分享她與活於過去的父親如何相處。

## 聲音演出
| 角色                 | 粵語配音        |
| 旁白                 | 林一峰 / 林海峰 |
| 麥兜                 | 李穎賢          |
| 麥太（麥譚玉蓮）     | 吳君如          |
| 年青版麥太（譚玉蓮） | The Pancakes    |
| 麥炳                 | 劉德華          |
| 校長                 | 黃秋生          |
| Miss Chan            | 林二汶          |

## 獎項及提名
| 頒獎典禮                   | 獎項               | 名單                                                                              | 結果 |
| -------------------------- | ------------------ | --------------------------------------------------------------------------------- | ---- |
| 第41屆金馬獎               | 最佳動畫片         | 不適用                                                                            | 獲獎 |
| 第11屆香港電影評論學會大獎 | 最佳電影           | 不適用                                                                            | 獲獎 |
| 第11屆香港電影評論學會大獎 | 最佳編劇           | 謝立文                                                                            | 提名 |
| 第10屆香港電影金紫荊獎     | 最佳編劇           | 謝立文                                                                            | 提名 |
| 第5屆華語電影傳媒大獎      | 最佳影片           | 不適用                                                                            | 提名 |
| 第5屆華語電影傳媒大獎      | 最佳編劇           | 謝立文                                                                            | 提名 |
| 第5屆華語電影傳媒大獎      | 最佳新導演         | 袁建滔                                                                            | 提名 |
| 第5屆華語電影傳媒大獎      | 傳媒評審團特別大獎 | 不適用                                                                            | 獲獎 |
| 第24屆香港電影金像獎       | 最佳原創電影歌曲   | 《咁咁咁》 - 作曲：The Pancakes - 填詞：謝立文、The Pancakes - 主唱：The Pancakes | 獲獎 |
| 第24屆香港電影金像獎       | 新晉導演           | 袁建滔                                                                            | 提名 |

## 外部連結
- 香港影庫上《麥兜菠蘿油王子》的資料（繁體中文）
- 開眼電影網上《麥兜菠蘿油王子》的資料（繁體中文）
- 豆瓣电影上《麥兜菠蘿油王子》的資料 （简体中文）
- 时光网上《麥兜菠蘿油王子》的資料（简体中文）
- AllMovie上《麥兜菠蘿油王子》的资料（英文）
- 爛番茄上《麥兜菠蘿油王子》的資料（英文）
- 互联网电影数据库（IMDb）上《麥兜菠蘿油王子》的资料（英文）